# (12860) Turney
(12860) Turney (1998 KT32) – planetoida z pasa głównego asteroid okrążająca Słońce w ciągu 3,75 lat w średniej odległości 2,41 j.a. Odkryta 22 maja 1998 roku.